# 墨西哥桃花心木
墨西哥桃花心木（学名：Swietenia humilis）又名矮桃花心木，是楝科的一種植物。它們分佈在伯利茲、哥斯達黎加、薩爾瓦多、瓜地馬拉、洪都拉斯、墨西哥、尼加拉瓜及巴拿馬。